# Carhuaz
Carhuaz ist Hauptstadt der Provinz Carhuaz in der peruanischen Region Ancash. Sie liegt im Tal des Río Santa im Anden-Hochgebirge im Nordwesten des Landes.

## Lage
Carhuaz liegt im mittleren Teil des Callejón de Huaylas im dicht besiedelten und fruchtbaren Tal des Santa-Flusses, am Fuß des Nevado Huascarán, mit 6768 m dem höchsten Berg Perus. Der Name „Carhuaz“ kommt von „cea huash“ (gelb) und bezieht sich auf die gelbe Farbe der Heidekräuter an den Hängen der umliegenden Berge.
Die Stadt liegt in einer Höhe von 2650 m über dem Meeresspiegel zwischen der Cordillera Blanca im Osten und der Cordillera Negra im Westen. Die nächstgelegenen Städte sind Huaraz 32 Kilometer flussaufwärts und Yungay 22 Kilometer flussabwärts.
Von Carhuaz führt eine Straßenverbindung in östlicher Richtung den Ulta-Bach hinauf über den Pass Punta Olimpica (4890 m) zwischen Contrahierbas (6036 m) und Ulta (5875 m) hindurch nach Chacas (3360 m) auf der anderen Seite der Cordillera Blanca.

## Geschichte
Carhuaz wurde beim Erdbeben vom 31. Mai 1970 schwer beschädigt.

## Bevölkerung
Die Bevölkerungszahl betrug beim Zensus 2017 7020, 10 Jahre zuvor lag diese bei 5960.

## Bedeutung
Carhuaz ist Landwirtschafts- und Touristenzentrum, außerdem ist die Stadt bekannt für ihre Eiscreme. Zehn Kilometer südlich von Carhuaz entlang des Santa-Flusses liegt das Rollfeld des Anta-Flughafens. Zwölf Kilometer südlich von Carhuaz liegt der Kurort Chacos, bekannt für sein Mineralbad „The Fountain of Youth“ („Jungbrunnen“). Wenige Kilometer von Carhuaz in westlicher Richtung, an den Hängen der Cordillera Negra liegt die Guitarrero-Höhle, in der Spuren menschlicher Besiedlung aus der Zeit um 10.000 v. Chr. gefunden worden sind.